# Mariusz Błażej
Mariusz Błażej (ur. 9 października 1968 w Rzeszowie) – polski piłkarz, występujący na pozycji obrońcy lub pomocnika.

## Kariera
Grał w juniorach Resovii, w tym też klubie w 1986 roku rozpoczynał seniorską karierę. W barwach tego klubu występował do 1991 roku, rozgrywając łącznie 87 meczów ligowych. Następnie został zawodnikiem Zawiszy Bydgoszcz, w barwach którego zadebiutował w I lidze. W latach 1992–1994 był graczem Karpat Krosno. W roku 1995 grał w Stali Stalowa Wola, z którą spadł do II ligi. W 1996 roku reprezentował barwy Kamaksu Kańczuga.

## Statystyki ligowe
| Sezon         | Klub              | Liga     | Mecze | Gole |
| ------------- | ----------------- | -------- | ----- | ---- |
| 1986/1987     | Resovia Rzeszów   | II liga  | 3     | 0    |
| 1987/1988     | Resovia Rzeszów   | II liga  | 12    | 0    |
| 1988/1989     | Resovia Rzeszów   | II liga  | 6     | 0    |
| 1989/1990     | Resovia Rzeszów   | II liga  | 25    | 0    |
| 1990/1991     | Resovia Rzeszów   | II liga  | 32    | 2    |
| 1991/1992 (j) | Resovia Rzeszów   | II liga  | 9     | 0    |
| 1991/1992     | Zawisza Bydgoszcz | I liga   | 9     | 0    |
| 1992/1993     | Karpaty Krosno    | II liga  | 33    | 1    |
| 1993/1994     | Karpaty Krosno    | II liga  | 33    | 0    |
| 1994/1995 (j) | Karpaty Krosno    | II liga  | 14    | 0    |
| 1994/1995 (w) | Stal Stalowa Wola | I liga   | 16    | 1    |
| 1995/1996 (j) | Stal Stalowa Wola | II liga  | 10    | 1    |
| 1995/1996 (w) | Kamax Kańczuga    | III liga | ?     | ?    |